# Richard Jessup
Pour les articles homonymes, voir Jessup.
Œuvres principales
Le Kid de Cincinnati
Richard Jessup, né le 2 janvier 1925 à Savannah, dans l'État de Géorgie, et décédé le 22 octobre 1982 à Nokomis, en Floride, est un romancier et scénariste américain, auteur de plusieurs romans policiers et westerns. Près de la moitié de son œuvre paraît sous le pseudonyme Richard Telfair.

## Biographie
Richard Jessup grandit dans plusieurs orphelinats en Géorgie jusqu'à 16 ans. Il rejoint la marine marchande des États-Unis. Il y reste pendant 11 ans et en sort officier. Démobilisé, il travaille un temps « comme donneur de cartes dans une maison de jeu de Harlem ». Il fréquente ainsi le monde des joueurs et des escrocs, une expérience dont il se servira dans ses futures œuvres littéraires.
Son premier roman, Un bruit de chaînes (The Cunning and the Haunted), publié en 1954, remonte plus loin dans ses souvenirs, car le récit, en partie autobiographique, est basé sur son enfance et son adolescence dans les orphelinats. La même année, il écrit un scénario pour la série télévisée Tom Corbett, Space Cadet. En 1957, il signe le scénario du film The Young Don't Cry, tiré de son premier roman, et qui raconte l'histoire d’un adolescent solitaire, pensionnaire d'un orphelinat, qui aide un prisonnier évadé, et condamné à tort, à retrouver sa dignité. 
Il commence à écrire des westerns en 1957 avec Cheyenne Saturday, Comanche Vengeance et Long Ride West. Dans cette veine, son titre le plus ambitieux demeure toutefois Le KId de Cincinnati (The Cincinnati Kid, 1963), un western situé dans le milieu des joueurs de poker, adapté au cinéma en 1965 par Norman Jewison sous le titre adapté, avec Steve McQueen et Edward G. Robinson.
Sous le pseudonyme de Richard Telfair, il crée le personnage de Wyoming Jones pour des romans westerns et, pour une série de cinq romans d’espionnage, celui de Montgomery "Monty" Nash, un agent secret américain qui multiplie les missions en pleine Guerre froide.
En 1956, il publie Lowdown (Chanteur de choc), qui conte l'ascension fulgurante et le déclin irrésistible de Walker Alise, un jeune chanteur, doué mais pas juste vocalement. Ce roman « retrace la grandeur et la décadence d'un chanteur de charme et dépeint le monde du show-bizz, en mettant en scène ses tricheurs et leurs magouilles ».
Il meurt d'un cancer en 1982.

## Œuvre

### Romans
- The Cunning and the Haunted (1954), réédité sous le titre The Young Don't Cry en 1957, et The Man in Charge Publié en français sous le titre Un bruit de chaînes, Paris, Gallimard, coll. « Série noire » no 329, 1956 ; réédition, Paris, Gallimard, coll. « Carré noir » no 56, 1972
- A Rage to Die (1955)
- Cry Passion (1956) Publié en français sous le titre On t'fera pas de violettes, Paris, Gallimard, coll. « Série noire » no 356, 1957
- Lowdown (1958) Publié en français sous le titre Chanteur de choc, Paris, Gallimard, coll. « Série noire » no 487, 1959 ; réédition, Paris, Gallimard, coll. « Carré noir » no 507, 1984
- Cheyenne Saturday (1957)
- Comanche Vengeance (1957)
- Long Ride West (1957)
- Texas Outlaw (1958)
- The Deadly Duo (1959)
- Sabadilla (1960)
- Port Angelique (1961)
- Wolf Cop (1961)
- Chucka (1961)
- The Cincinnati Kid (1963) Publié en français sous le titre Le Kid de Cincinnati, Paris, Plon, 1964 ; réédition, Paris, Gallimard coll. « La Noire », 1996
- The Recreation Hall (1967)
- Sailor (1969)
- A Quiet Voyage Home (1970)
- Foxway (1971) Publié en français sous le titre Foxway, Paris, Albin Michel, 1974
- The Hot Blue Sea (1974) Publié en français sous le titre J’irai décrocher les étoiles, Paris, Hachette-Jeunesse, Poche rouge, 1976
- Threat (1981)

### Romans signés Richard Telfair

#### SérieMontgomery "Monty" Nash
- The Bloody Medallion (1959)
- The Corpse That Talked (1959)
- Scream Bloody Murder (1960)
- Good Luck, Sucker ! (1961) Publié en français sous le titre À la tienne, pigeon !, Paris, Gallimard, coll. « Série noire » no 764, 1963
- The Slavers (1961)

#### SérieWyoming Jones
- Wyoming Jones (1958)
- Day of the Gun (1958)
- The Secret of Apache Canyon (1959)
- Wyoming Jones for Hire (1959)
- Sundance (1960)

#### Autre roman signé Richard Telfair
- Target for Tonight (1962), novélisation de la série télévisée éponyme

## Filmographie

### Au cinéma
- 1957 : The Young Don't Cry, film américain réalisé par Alfred L. Werker, scénario de Richard Jessup d'après son roman Un bruit de chaînes (The Cunning and the Haunted)
- 1962 : Deadly Duo (en), film américain réalisé par Reginald Le Borg
- 1965 : Le Kid de Cincinnati (The Cincinnati Kid), film américain réalisé par Norman Jewison, d’après le roman éponyme, avec Steve McQueen et Edward G. Robinson
- 1967 : Chuka le redoutable (Chuka), film américain réalisé par Gordon Douglas, scénario de Richard Jessup d’après son propre roman éponyme

### À la télévision
- 1954 : The Space Projectile, épisode de la série télévisée Tom Corbett, Space Cadet, réalisé par Ralph Ward
- 1959 : 4 épisodes de la série télévisée Hudson's Bay (en)
- 1962 : The Big Deal, épisode de la série télévisée Le Virginien, réalisé par Earl Bellamy
- 1963 : Come Out, Come Out, Wherever You Are !, épisode de la série télévisée Route 66, réalisé par Alvin Ganzer
- 1980 : Turnover Smith, téléfilm américain réalisé par Bernard L. Kowalski

## Sources
- Claude Mesplède (dir.), Dictionnaire des littératures policières, vol. 2 : J - Z, Nantes, Joseph K, coll. « Temps noir », 2007, 1086 p. (ISBN 978-2-910686-45-1, OCLC 315873361), p. 39-40.
- Claude Mesplède, Les années "Série noire" : bibliographie critique d'une collection policière, vol. 1 : 1945-1959, Amiens, Editions Encrage, coll. « Travaux » (no 13), 1992 (ISBN 978-2-906389-34-2).
- Claude Mesplède, Les années "Série noire" : bibliographie critique d'une collection policière, vol. 2 : 1959-1966, Amiens, Editions Encrage, coll. « Travaux » (no 17), 1993, 4 p. (ISBN 978-2-906389-43-4).
- Claude Mesplède et Jean-Jacques Schleret, SN, voyage au bout de la Noire : inventaire de 732 auteurs et de leurs œuvres publiés en séries Noire et Blème : suivi d'une filmographie complète, Paris, Futuropolis, 1982, 476 p. (OCLC 11972030).